# Cevico Navero
Cevico Navero es un municipio de la provincia de Palencia (España). Está situado a los pies del cerro de la Cuesta de la Horca y en la intersección de los arroyos Maderón y La Canal. Su superficie es de 44 km², con una altitud de 836 metros sobre el nivel del mar, limitando con Hérmedes de Cerrato, Castrillo de Don Juan, Villaconancio y Tórtoles de Esgueva. El término forma parte de la comarca de El Cerrato. 
Su población es de 202 habitantes según el último censo publicado, referente al 1 de enero de 2017, por el INE.  Se encuentra a una distancia de 12 km de Baltanás, capital del Cerrato, a 38 km de Palencia y a 50 km de Aranda de Duero (Burgos). Por el pueblo pasa la carretera comarcal C-619 que comunica estas dos últimas ciudades, Palencia y Aranda. Los antiguos pobladores de Cevico excavaron cuevas en la ladera del cerro bajo el cual está situado; las mismas con el tiempo se convirtieron en viviendas rupestres, habitadas algunas de ellas hasta la década de 1960.

Cevico Navero en la actualidad basa su economía en el desarrollo de la agricultura y ganadería. 

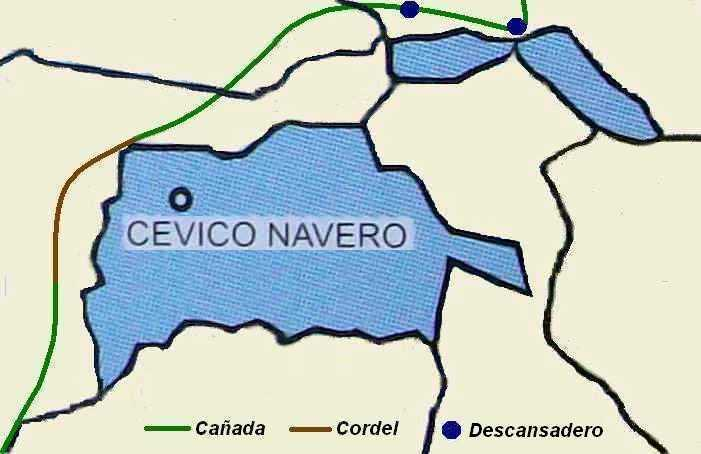
Territorio y vías pecuarias.

## Historia
Gracias a los trabajos realizados por los doctores José Antonio Rodríguez Marcos y Miguel Moreno Gallo, de la Universidad de Burgos, se descubrió que a pocos metros del núcleo urbano, en lo alto de la cuesta de la Horca, hay un castro de la Edad del Bronce. Esta construcción indica que el término de Cevico Navero ya estaba poblado mil años antes de que la península ibérica pasara a formar parte del Imperio romano, en el siglo III a. C., con el nombre de Hispania.
También su etimología es muy significativa: Cevico deriva del topónimo prerromano "ce-vico" (poblado amurallado) y Navero, a su vez, de la palabra también prerromana "naba" (llanura entre montañas).
Cevico Navero fue  villa amurallada  en la Edad Media, tras la repoblación de la comarca emprendida en siglo IX por  Alfonso III el Magno de Asturias años después de ser reconquistada por Ordoño I, su predecesor y padre. Conquistas que hicieron del Duero frontera entre los reinos cristianos y musulmanes. Estas repoblaciones fueron realizadas en su mayoría por gentes procedentes del norte de la península a través de la ruta de los foramontano, y  por mozárabes provenientes de Al-Ándalus o musulmanes que decidieron quedarse en los territorios recién conquistados por las tropas cristianas. De dicha muralla aún se conservan dos de sus puertas. 
En el siglo XI Cevico pertenecía a la Merindad que a su vez formaba parte de la Merindad Mayor de Castilla.
En el siglo XIII se construyó la iglesia parroquial del pueblo, siendo asignada al arciprestazgo de Baltanás de la diócesis de Palencia. 
En el siglo XVIII Cevico Navero pasó a depender del Señorío del conde de Castrillo, quien tenía la potestad de nombrar al alcalde del municipio. 
Tras la división territorial de España en 1833, decretada durante el gobierno de la regenta María Cristina de Borbón, Cevico Navero quedó inscrito como municipio de Palencia, una de las ocho provincias de la región de Castilla la Vieja. En el año de 1855, por otro decreto real, esta provincia pasó a formar parte de la región de León, volviendo de nuevo en los años 1960 a pertenecer a Castilla la Vieja.
En la actualidad Palencia forma parte de la Comunidad Autónoma de Castilla y León, constituida en 1983, de acuerdo con la ordenación del país en el Estado de las Autonomías descrito en la Constitución Española de 1978.

### SigloXIX
Así se describe a Cevico Navero en la página 381 del tomo VI del Diccionario geográfico-estadístico-histórico de España y sus posesiones de Ultramar, obra impulsada por Pascual Madoz a mediados del siglo XIX:

CEVICO NAVERO

Villa con ayuntamiento en la provincia y diócesis de Palencia (6 leguas), partido judicial de Baltanás (2), audiencia territorial y capitanía general de Valladolid (9).
Situada en un llano defendido de los vientos N, S y O por las encumbradas cuestas que lo dominan. El clima es sano, sin embargo de lo cual son algo frecuentes las tercianas, efecto de los calores que se reconcentran en el estrecho valle que ocupa y los efluvios del pequeño arroyo que le baña.
Tiene 140 casas, generalmente de dos pisos y de muy mala distribución interior, y una plaza pequeña e irregular. Las calles son ordenadas pero mal empedradas y sucias. El pósito consiste en 110 fanegas de morcajo, y la casa de ayuntamiento nada ofrece de particular.
Hay una escuela de primeras letras dotada en 1.200 reales, y concurrida por unos 30 discípulos. Una iglesia parroquial bajo la advocación de Nuestra Señora de la Paz, servida por dos beneficiados patrimoniales, uno de ellos con el cargo de párroco; una ermita con el título de Nuestra Señora del Carmen; un cementerio que por su inmediación al pueblo y su posición ningún favor hace a la salud pública, y varias fuentes a distancia de 1/4 de legua hacia el Oriente, de cuyas exquisitas aguas se surte el vecindario.
Confina el término N Baltanás; E dehesa de San Pedro y Antigüedad; S Hérmedes y Castrillo de Don Juan, y O Villaconancio y Castrillo de Onielo.
El terreno participa de monte y llano, y se divide en cuatro pequeños valles formados por las cuestas ya indicadas y los páramos bastante dilatados que hay sobre ellas; el mayor que viene de O a E termina en el mismo pueblo, y en seguida se separa formando dos más estrechos, el otro se halla a la parte del S. Es de calidad flojo, pedregoso, árido y poco productivo y se labra a dos hojas, cultivando en cada una de ellas como 320 fanegas de segunda, tercera y cuarta clase. También se han hecho bastantes roturaciones en los páramos; pero por ser tierra sumamente endeble, tienen que abandonarla a los 2 ó 3 años.
Por las inmediaciones de la villa pasa el ya citado arroyo, de poca agua, aunque de curso perenne, que tiene origen en la dehesa de San Pedro la Yedra y marcha de Oriente a Poniente dejando la población a la derecha. Hay en él un puente formado por una sola piedra, y con sus aguas se riegan varios huertecillos que tienen los vecinos.
Los caminos son locales, y la mayor parte de herradura, algo escabrosos, ya por las cuestas y ya por la mucha piedra. La correspondencia se recibe de Baltanás por medio de un encargado.
Producciones: trigo morcajo, centeno, cebada, avena y anís; ganado lanar, cabrío y alguno mular; y caza abundante de liebres, perdices, conejos, lobos, raposos y algún venado. En su término se encuentran también bastantes minas de yeso y canteras de piedra tosca.
Industria: la agrícola, un molino harinero, el carboneo y la arriería.
Población: 134 vecinos, 697 almas.

Capital productivo: 409.495 reales. Imponible: 12.092 reales. El presupuesto municipal asciende a 3.725 reales, y se cubre con el producto de propios y arbitrios.

## Clima

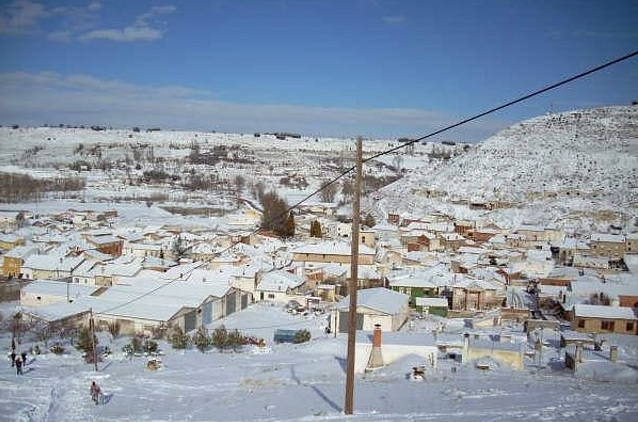
Cevico, nevada de enero de 2009.

Cevico Navero  tiene un clima Mediterráneo continental. Este clima se caracteriza por tener inviernos fríos con heladas y  veranos calurosos y poco lluviosos. Otra de sus características son los bruscos cambios de temperatura que se producen entre el día y la noche. Esta oscilación térmica es más pronunciada en los meses de julio y agosto, con diferencias que pueden superar  los 18 °C. Estos meses son los más calurosos del año, con temperaturas que superan con  frecuencia los 30 °C. En cambio en invierno las temperaturas  alcanzan con facilidad los 0 °C. Es en otoño y primavera cuando son más frecuentes las precipitaciones. Las heladas son habituales en invierno, no así las nevadas.

## Paisaje rural

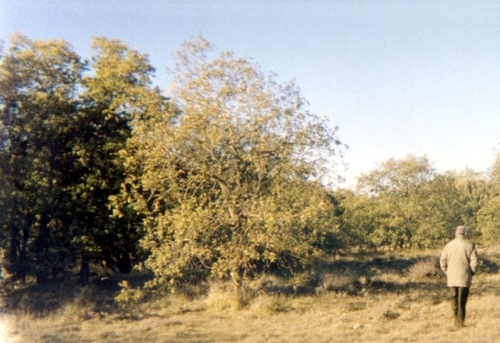
Monte.

Cevico Navero conserva una gran extensión de monte autóctono de encinas y robles. Siendo esta extensión, según los datos publicados por Red Natura 2000, una de las más extensas de la comarca cerrateña. En este privilegiado paraje y en los amplios páramos que forman el término son abundantes los jabalíes, los conejos y las liebres así como las tórtolas, perdices y otras aves cinegéticas, lo que permite que la caza sea práctica habitual entre los vecinos de Cevico.
Esta extensa superficie de monte, hasta mediados del siglo XX dio sustento a muchas familias del pueblo, las familias de los montaneros, que se dedicaban al oficio de la elaboración del carbón vegetal que luego vendían por los pueblos de alrededor. En los valles hay plantaciones de chopos y álamos, usados en la industria maderera y del papel. 
En el paisaje rural de Cevico son llamativas también las grandes superficies dedicadas a los cultivos de secano como son la cebada y el trigo. En las riberas de los arroyos se siembra remolacha, alfalfa y otros cultivos de regadío.

## Patrimonio

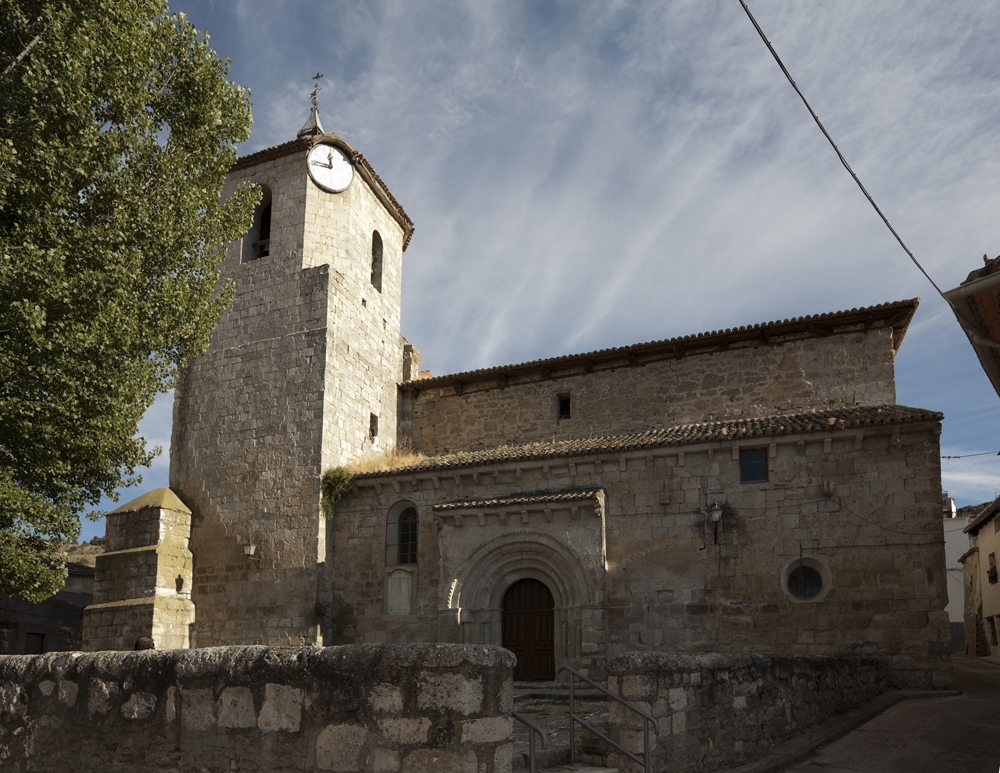
Iglesia de Nuestra Señora de la Paz

- Iglesia de Nuestra Señora de la PazIglesia de Nuestra Señora de la Paz.  Situada en el centro del pueblo, es románica en su construcción original entre el siglo XII y el siglo XIII, conservándose de esta época la portada. Posteriormente, durante el siglo XIV, fue decorada siguiendo los cánones del estilo mudéjar, conservándose como muestra de esta decoración el artesonado de la nave central. En su interior encontramos, entre lo más destacado, una pila bautismal datada en el siglo XV, una cruz de plata del renacimiento, un retablo de estilo barroco y el retablo mayor que es del siglo XVIII. Esta iglesia de Cevico Navero fue declarada Monumento Histórico-Artístico en el año 1993. Próximo a este edificio religioso hay un Rollo de Justicia de estilo plateresco del siglo XVI, muy bien conservado.

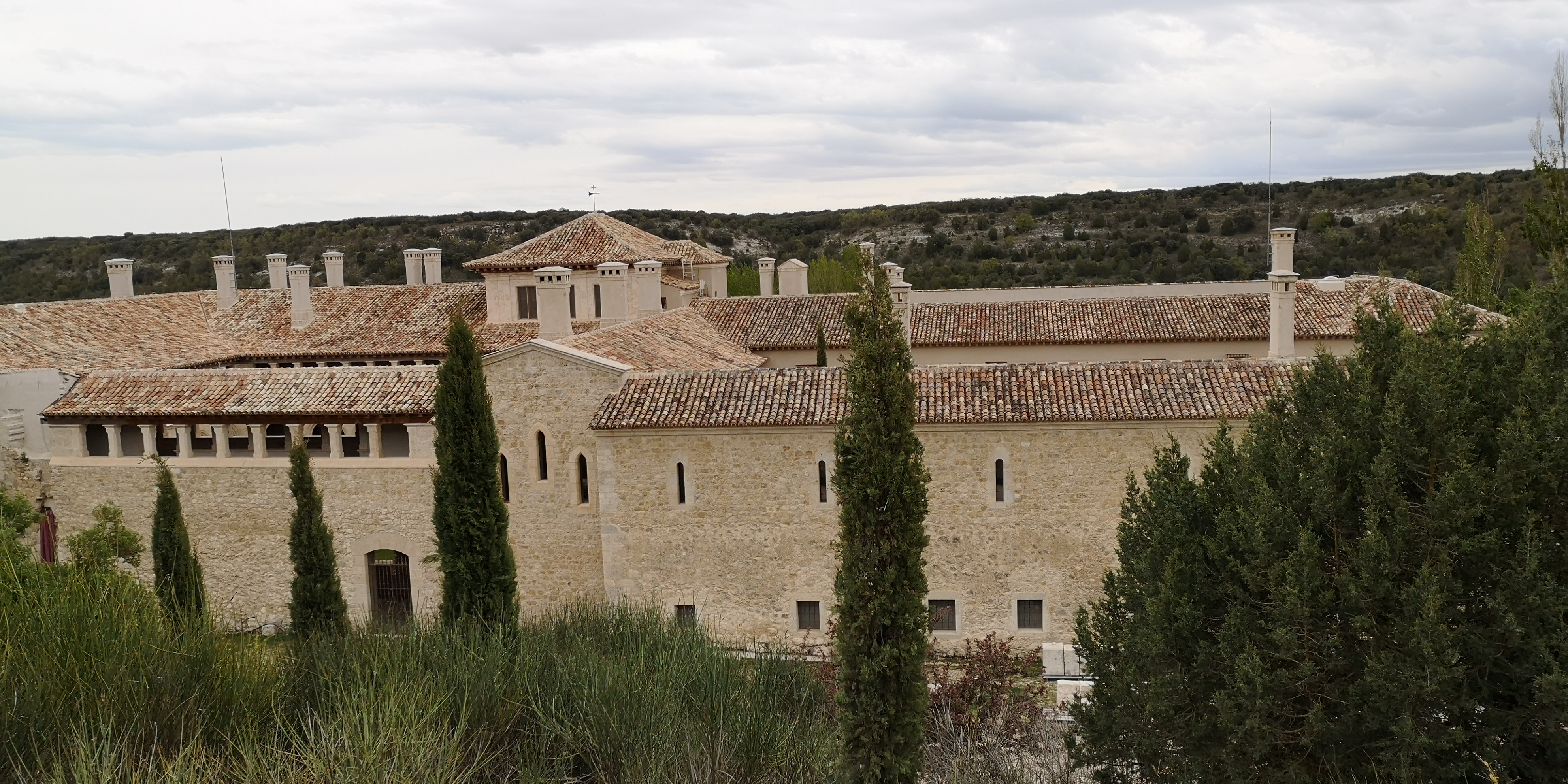
Monasterio de San Pelayo

- Monasterio de San PelayoMonasterio de San Pelayo.   El Monasterio de San Pelayo de Cerrato, cuyas ruinas podemos ver a 2 km del pueblo, junto a la carretera de Antigüedad, fue construido en el siglo X, llegando a tener posesiones por todo el Cerrato castellano, y en el siglo XVI fue sede de un colegio de Humanidades. Con la aplicación de la Ley de Desamortización de Mendizábal en 1837 fue abandonado, lo que causó su ruina y derrumbe. En la actualidad ha sido adquirido por la Fundación Siro, que llevará a cabo un proyecto de rehabilitación para otorgarle un uso social y cultural.

- Viviendas rupestres.  En Cevico aún hay algunas viviendas rupestres excavadas en la cuesta de la Horca; las que tienen una acceso cómodo se usan como merenderos o bodegas, por lo que se mantienen en perfecto estado. Otras, las situadas en la parte alta de la cuesta, se encuentran abandonadas. Algunas de estas viviendas, habitadas hasta la década de los años 1960, se pueden visitar accediendo por un camino que parte de la carretera y nos conduce a un mirador equipado con bancos y barandillas.

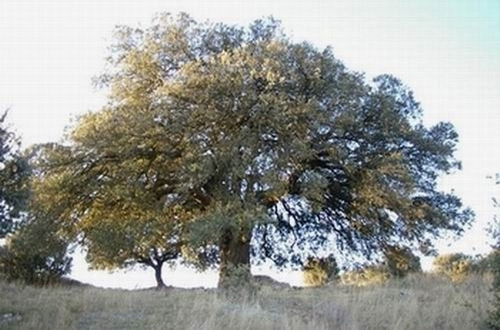
La Mata Redonda, encina centenaria.

- La Mata Redonda. La Mata Redonda, encina centenaria.Se trata de una encina centenaria que por su tamaño y majestuosidad es emblema del pueblo. Está situada en lo alto de la cuesta de las bodegas. Aprovechando el cobijo que ofrece su ramaje el terreno ha sido equipado con unos bancos, dando forma así a un mirador natural desde donde se ve el casco urbano del pueblo y buena parte del valle donde está situado.[6]

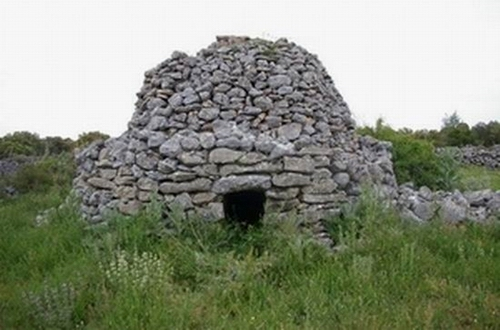
Chozo, refugio de pastores.

- Corrales pastoriles. Chozo, refugio de pastores.Los corrales que se hallan dispersos por el páramo son muestra de la importancia que tuvo la ganadería en la vida de este pueblo. Son corrales construidos con piedras sin labrar, utilizados en el pasado como refugio para los rebaños de ovejas, mientras los pastores se protegían de la intemperie en los chozos. Refugios normalmente adosados a una pared del corral, construidos en forma de media esfera con una pequeña abertura a ras de suelo, que permite el acceso a gatas a su interior, y una salida de humos en lo alto de la cúpula.

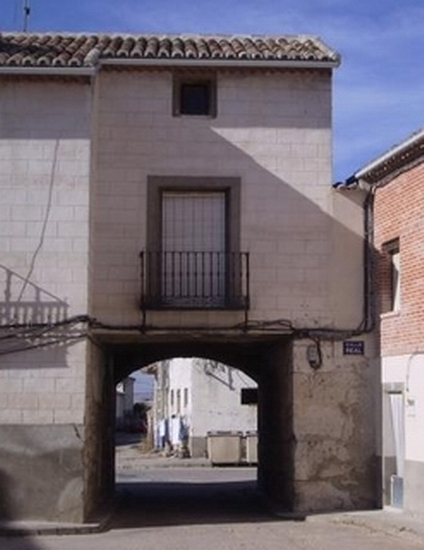
Puerta de la muralla.

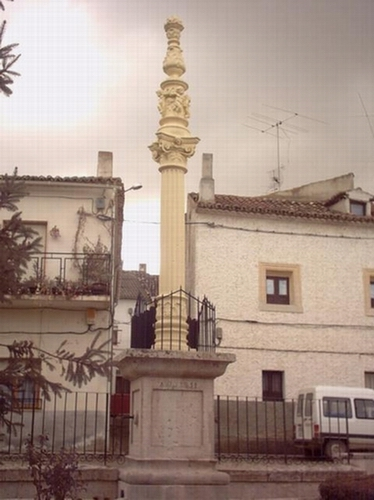
Rollo de Justicia.

- Puerta de la muralla.Puerta de la muralla.
- Rollo de justicia. Rollo de Justicia.

## Geografía humana

### Demografía
Cuenta con una población de 178 habitantes (INE 2024).
| Gráfica de evolución demográfica de Cevico Navero entre 1842 y 2021 |
| |
| Población de derecho según los censos de población del INE Población de hecho según los censos de población del INEEn estos censos se denominaba Cevico Nabero: 1857, 1860 y 1877 |

En 1842, primer censo publicado por el INE, Cevico Navero lo formaban 687 habitantes. Es el censo publicado en 1900 el que nos indica el mayor número de habitantes de la reciente historia del municipio. En esta fecha Cevico Navero contaba con 999 habitantes de hecho, personas que en el momento de realizar el censo residían en el municipio, estuvieran o no empadronadas en él, ascendiendo a 1074 habitantes de derecho, o sea las personas que estaban empadronadas en el municipio, sin importar donde residiesen en el momento en el que se llevó a cabo el censo. Estos 999 habitantes estaban distribuidos en 279 hogares. 
A partir de este año el número de habitantes fue disminuyendo paulatinamente hasta contar en el censo de 1960 con 747 habitantes. Durante esta década de 1960, que fueron años de emigración y de cambios sociales, los habitantes de los pueblos españoles acudieron en masa vivir en las ciudades que poco a poco iban dando muestra de modernidad e industrialización, provocando que el número de pobladores censados en los pueblos comenzara a decrecer de forma irremediable. En el censo de 1970, Cevico Navero contaba con 486 habitantes, un 35 % menos que en el anterior censo de 1960 y casi la mitad que en el de 1950.

## Fiestas
- El 24 de enero se celebra el día de Nuestra Señora de la Paz, patrona de la parroquia.
- El 15 de mayo, San Isidro labrador, patrón de los labradores.
- El 16 de julio es el día de la Virgen del Carmen, patrona del pueblo, siendo esta fiesta la más importante del año.

Desde 1982, en el mes de agosto, se viene celebrando la Semana Cultural y Deportiva de Cevico Navero. Entre otras cosas se puede disfrutar de teatro, música folclórica, cuenta-cuentos, talleres infantiles, campeonatos de fútbol, frontenis y otros.